# Kolbäck
Kolbäck er en by i den sydøstlige del af landskabet Västmanland i Hallstahammars kommune i det svenske län Västmanlands län, beliggende seks kilometer syd for byen Hallstahammar. Indbyggertallet er cirka 2.000 mennesker. I Kolbäck er der metal- og værkstedsindustri. Kolbäcksån løber gennem byen.

## Historie
I Slaget ved Herrevadsbro ved Kolbäck år 1251 befæstedes Birger jarls magt i Mellemsverige og ledte til grundlæggelsen af Stockholm.
I forbindelse med, at Strömsholms kanal blev færdigbygget i slutningen af 18. århundrede, blev Kolbäck en omladningsstation for varer, som førtes fra Bergslagen mod nord, med båd og landbrugsprodukter fra de omkringliggende byer for videre transport med båd via Borgåsund ud i Mälaren til Stockholm.